# Скуби-Ду и король гоблинов
«Скуби-Ду и король гоблинов» (англ. Scooby-Doo And The Goblin King) — американский полнометражный мультфильм 2008 года из франшизы Скуби-Ду.

## Сюжет
Неудачный волшебник Удивительный Крадский крадёт волшебную силу у Феи и хочет превратить всех в монстров Хэллоуина. Скуби-Ду и Шэгги намерены остановить его и отправляются в фантастический мир по железной дороге Ужасного Жнеца, чтобы заполучить скипетр Короля гоблинов до наступления полуночи.
По дороге они встречают Всадника Без Головы, своих помощников фонаря из тыквы и резвую метлу, которые ведут их в путешествие по загробной жизни.

## Роли озвучивали
| Персонаж              | Актёр            |
| --------------------- | ---------------- |
| Скуби-Ду              | Фрэнк Уэлкер     |
| Шэгги                 | Кейси Кейсем     |
| Фред Джонс            | Фрэнк Уэлкер     |
| Дафни Блейк           | Грей Делайл      |
| Велма Динкли          | Минди Кон        |
| Удивительный Крадский | Уэйн Найт        |
| Мистер Гибблс         | Уоллес Шон       |
| Фея, принцесса Уиллоу | Хейден Панаттьер |
| Король гоблинов       | Тим Карри        |
| Фонарь из тыквы Джек  | Джей Лено        |

## Отзывы и продажи
Марк Окли из Den of Geek дал мультфильму 2 звезды из 5 и раскритиковал сюжет, но остался доволен анимацией. Майк Брукс из Mana Pop поставил картине 6 баллов из 10 и посчитал, что у неё «есть очень определённое ощущение „Диснеевского мультфильма“».
«Скуби-Ду и король гоблинов» принёс более 2,5 миллиона долларов с продаж на DVD.